# Milicias Universitarias

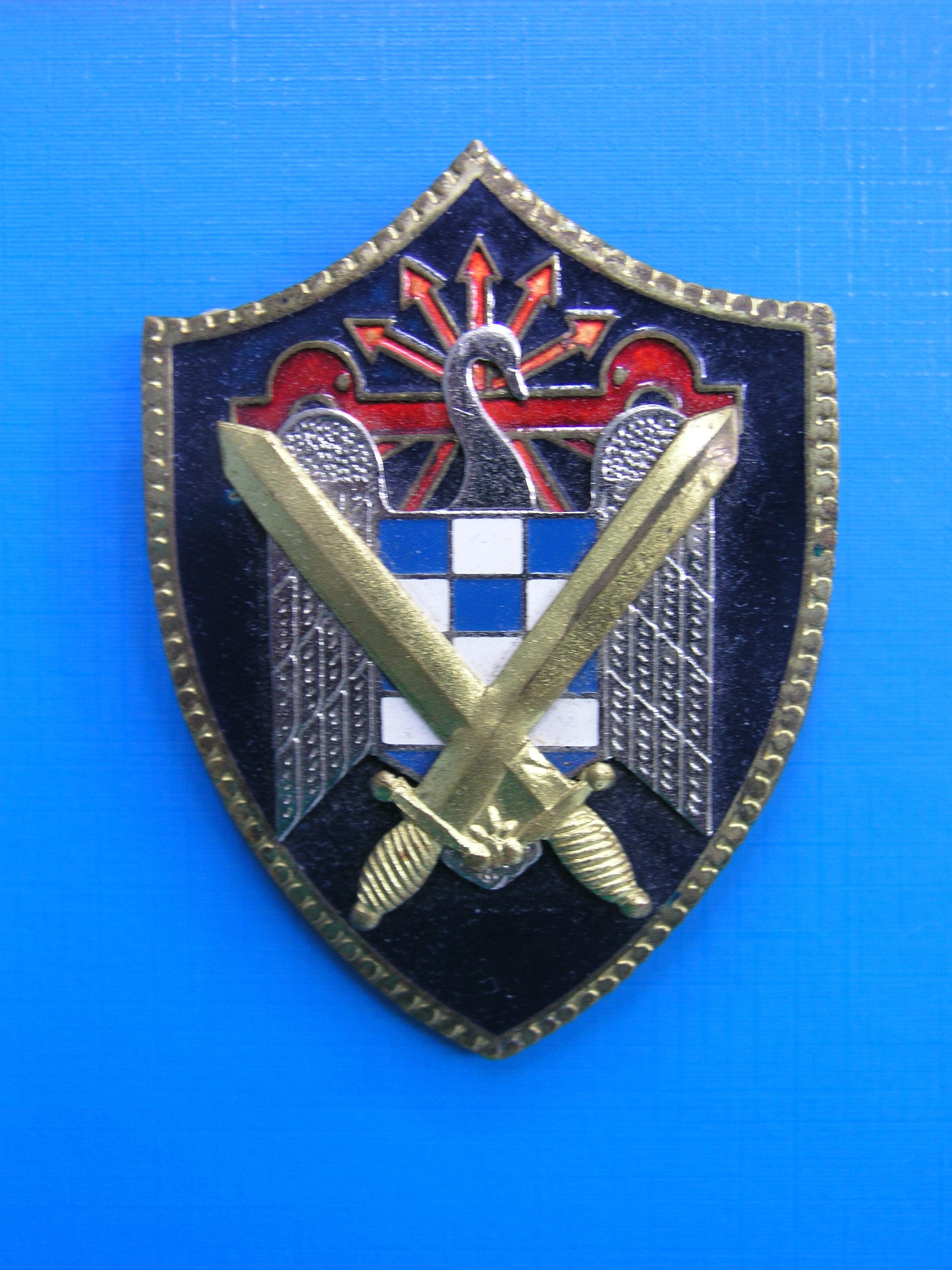
Escudo de las Milicias Universitarias. Escudo formado a partir del escudo del SEU.

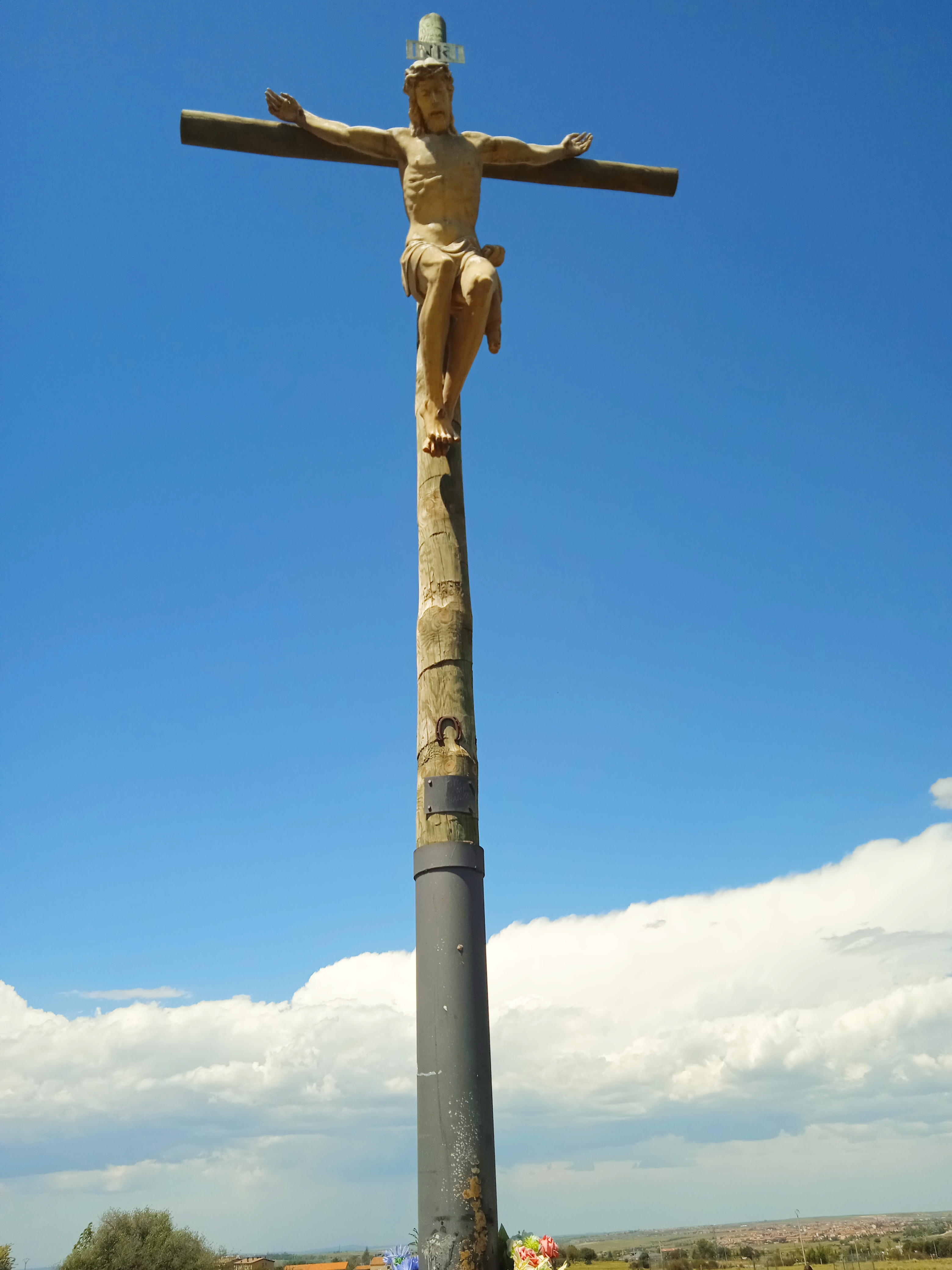
Cristo del Robledo, situado en los años 50 en el campamento de las Milicias Universitarias del Real Sitio de San Ildefonso (provincia de Segovia)

Las milicias universitarias fueron una modalidad opcional de prestar el servicio militar obligatorio en España, para los estudiantes o titulados universitarios, en los que se adquirían los grados de suboficial u oficial. En ella, los aspirantes realizaban la instrucción militar en la Escala de Complemento hasta que el ejercicio de la milicia se profesionalizó. 
Su auténtico nombre, desde 1942 hasta 1972, era IPS (Instrucción Premilitar Superior); desde dicho año y hasta 1991 IMEC (Instrucción Militar Escala Complemento) y hasta su disolución (2001) SEFOCUMA (Servicio Formación Cuadros Mando).
En el Ejército del Aire y también en la Armada Española tanto el sistema de acceso como el de prestación era diferente. A diferencia del acceso en el Ejército de Tierra Se accedía con los estudios concluidos. Dos meses de formación como alumnos en el EA. Jura de bandera y nombramiento como sargentos u oficiales. Tres meses de sargento en práctica. Ascenso a alférez o se quedaba de sargento. Para finalizar con 10 meses en la graduación adquirida.
En la Armada, eran cuatro meses de formación en la ESUBO de San Fernando, jura de bandera, dos meses de prácticas y destinos operativos en unidades. Los candidatos con diplomaturas terminadas sólo podían acceder a puestos de Suboficiales de la Armada y aquellos que tenían licenciaturas terminadas se podían presentar a puestos de oficiales de la Armada.   

## Descripción
Los estudiantes de enseñanzas universitarias que tuvieran aprobados los dos o tres primeros cursos de los estudios universitarios que se estuviera cursando y tras superar las pruebas médicas, físicas y psicotécnicas, podían cumplir el servicio militar como oficiales (alférez) o suboficiales (sargento) de complemento.
Recibían una instrucción militar durante 6 meses, tres comunes a cada uno de los ejércitos: tierra, mar y aire generalmente en un Centro de Instrucción de Reclutas (CIR) y tres propios del arma escogida y realizados en la Academia Militar correspondiente. Superada esa instrucción, se les nombraba alférez o sargento de complemento y pasaban a realizar 6 meses de prácticas en el acuartelamiento que se escogiera.
La instrucción se realizaba en dos o tres fases, según se hiciese de alférez o de sargento respectivamente. Si era de alferéz: 6 (instrucción) un año y 6 (prácticas) el siguiente. Si era de sargento: 3 (instrucción genérica) un año, 3 (instrucción en Academia) otro año y 6 (prácticas) el siguiente año.
Existía independientemente para cada uno de los tres ejércitos: Ejército de Tierra (IMECET), Armada Española (IMECAR) y Ejército del Aire (IMECEA).